# Guy Peaks
Die Guy Peaks sind eine Gruppe von Berggipfeln auf der Thurston-Insel vor der Eights-Küste des westantarktischen Ellsworthlands. In den Walker Mountains ragen sie 5 km nordöstlich des Mount Borgeson oberhalb des Peale Inlet auf.
Kartiert wurden sie anhand von Luftaufnahmen der United States Navy, die im Dezember 1946 im Rahmen der Operation Highjump (1946–1947) entstanden. Das Advisory Committee on Antarctic Names benannte sie 1968 nach  Arthur W. Guy, Elektroingenieur auf der Byrd-Station von 1964 bis 1965.